# Джон Куелч
Джон Куелч (на английски: John Quelch) е декан и преподавател по бизнес администрация в бизнес училището на Харвардския университет. От 1998 до 2001 г. е декан на Лондонското бизнес училище. Преди 1998 г. е бил преподавател по маркетинг в колежа „Себастиан С. Креге“ към университета в Калифорния, Лос Анджелис, и съпредседател на департамента по маркетинг към бизнес училището на Харвард.
Фокусът на изследване на Куелч са глобалният маркетинг и брандинг в развитите и развиващите се пазари. Автор, съавтор и редактор е на 20 книги, сред които „Новите глобални марки“ (2006), „Управление на глобалния маркетинг“ (5 изд., 2005), „Глобалният пазар“ (2004), „Примери от управлението на рекламата и промоциите“ (2 изд., 1991). Публикувал е статии с маркетинг тематика във водещи мениджмънт списания – „Харвард бизнес ревю“, „Макинзи куотърли“ и „Слоун мениджмънт ревю“.